# Jack Rutherford (actor)
Jack Rutherford (12 de abril de 1893 - 21 de agosto de 1982) fue un actor británico de cine y televisión. Rutherford apareció por primera vez en las películas británicas en papeles secundarios principales o prominentes durante la era del silencio. Más tarde se fue a Hollywood donde a menudo interpretaba a villanos en películas del Oeste. Su papel americano más significativo fue el de sheriff en la comedia  Whoopee! (1930).

## Filmografía seleccionada
- The Marriage Business (1927)
- The Streets of London (1929)
- Half Shot at Sunrise (1930)
- Whoopee! (1930)
- Cowboy Counsellor (1932)
- Roman Scandals (1933)
- The Affairs of Cellini (1934)
- Justice of the Range (1935)
- The Oregon Trail (1936)
- Raw Timber (1937)
- Riders of Black Mountain (1940)
- Rollin' Home to Texas (1940)
- Trailing Double Trouble (1940)
- Utah (1945)
- Untamed Fury (1947)